# DAICHI MIURA BEST HIT TOUR in 日本武道館
『DAICHI MIURA BEST HIT TOUR in 日本武道館』（ダイチ・ミウラ ベストヒット ツアー イン にっぽんぶどうかん）は、日本の歌手三浦大知の全国ツアー「DAICHI MIURA BEST HIT TOUR」の日本武道館での公演の模様が収録された映像作品。2018年6月27日リリース。

## 概要
- 2017年9月から12月まで自身最大・最長規模で行われた2017年全国ツアー「DAICHI MIURA BEST HIT TOUR 2017」(21会場26公演)の追加公演として、2月14日、15日の2日間に渡って開催された日本武道館2DAYSを映像化。
- 武道館公演の1日目（2/14(水)公演）は全国各地をまわって培ってきたツアーの集大成的なライブになっており、2日目（2/15(木)公演）は三浦大知に関わりの深い人たちをスペシャルゲストとして数多く迎えたライブとなっている。
- DVDとBlu-rayによるリリース。1日目（2/14(水)公演）と、2日目（2/15(木)公演）、それぞれを単独で収録した形態に加え、両公演をセットにした形態には特典映像も追加。
- 3DVD【2/14(水)公演+2/15(木)公演+特典映像】、DVD【2/14(水)公演】、DVD【2/15(木)公演】、3Blu-ray【2/14(水)公演+2/15(木)公演+特典映像】、Blu-ray【2/14(水)公演】、Blu-ray【2/15(木)公演】の６形態。
- 本映像作品にてサム・スミスのシングル「トゥー・グッド・アット・グッバイズ ～さよならに慣れすぎて」に乗せてダンス・ナンバーを披露。サム・スミスの2018年10月来日公演決定を記念し、このダンス・パフォーマンス映像が2018年6月27日から1ヶ月間の期間限定で、YouTubeで公開されている[2]。

## 収録曲

### 2/14(水)公演
LIVE
1. Cry & Fight
2. Look what you did
3. (RE)PLAY
4. FEVER
5. Can You See Our Flag Wavin’ In The Sky?
6. Who's The Man
7. Blow You Away!
8. Complex
9. DANCE NUMBER
  - 曲：「Jason Mraz - You Fckn Did It」
10. Your Love
11. Only You
12. Delete My Memories
13. SHINE
14. DANCE NUMBER
  - 曲：「Sam Smith - Too Good At Goodbyes」
15. Lullaby
16. Darkest Before Dawn
17. Right Now
18. I'm On Fire
19. EXCITE
20. music
21. Life is Beautiful
22. U

ENCORE
1. 誰もがダンサー
2. 普通の今夜のことを ー let tonight be forever remembered ー
3. DIVE!

### 2/15(木)公演
LIVE
1. Cry & Fight
2. Look what you did
3. (RE)PLAY
4. FEVER
5. Can You See Our Flag Wavin' In The Sky?
6. Who's The Man
7. Blow You Away!
8. Complex
9. Your Love [Special Guest : KREVA]
10. NAMIDA [Special Guest : 千晴]
11. No Limit [Special Guest : 宇多丸 (RHYMESTER)]
12. 全速力 feat. 宇多丸 (RHYMESTER), 千晴, 三浦大知
13. ハートアップ [Special Guest : 絢香]
14. Darkest Before Dawn
15. Right Now
16. Unlock [Special Guest : 菅原小春]
  - 18thシングルのオリジナル曲バージョンではなく、5thアルバム『FEVER』（2015年9月2日）収録の「Unlock (Album Ver.)」バージョン
17. I'm On Fire
18. EXCITE [Special Guest : BLUE TOKYO]
19. music

ENCORE
1. NOW AND FOREVER [Special Guest : 満島ひかり]
2. DIVE!

### 特典映像
①Retrospection ; DAICHI MIURA BEST HIT TOUR
（武道館公演2daysを終えた三浦大知が今ツアーや武道館公演の裏側、最終日に登場したスペシャルゲスト達との関係性について語る撮り下ろしインタビュー映像。）
②Cry & Fight ~ (RE)PLAY ~ EXCITE at 大宮ソニックシティ大ホール on October 8, 2017 [Special Guest : 岡村隆史]
（2017年10月8日大宮ソニックシティ大ホール公演でサプライズ登場したナインティナイン・岡村隆史との共演パートを特別収録。）

## CAST

### Starring
- Daichi Miura

### Dancer
- PURI
- Shingo Okamoto
- kazuki, NOPPO, Oguri, and shoji（s**t kingz）

（* Dance Supervisor：Shota Yoshii）

### Musician
- Keyboads：Toshihiro Takita
- DJ & Manipulator：DJ DAISHIZEN
- Drums：Takashi Mochizuki
- Guitar：Sho Kamijo、Elias Thiago
- Bass：Kenshi Takimoto、Funabiki Koichi

### Special Guest at 日本武道館（2018.2.15）
- KREVA
- 千晴
- 宇多丸（RHYMESTER）
- 絢香
- 菅原小春
- BLUE TOKYO
- 満島ひかり

### Special Guest at 大宮ソニックシティ大ホール（2017.10.8）
- WATA (THE FLOORRIORZ)
- SATORU (THE FLOORRIORZ)
- REI (GOGO BROTHERS)
- Hilty & Bosch
- KITE (Former Action)
- SHOTA
- 岡村隆史